# Janaina Ramos
Janaina Lima Araújo Ramos (Imperatriz, 10 de março de 1987), é uma política brasileira, filiada ao Republicanos. Nas eleições de 2022, foi eleita deputada estadual pela Maranhão.
É esposa de Assis Ramos, ex-prefeito de Imperatriz.